# Encores (Stan Kenton)
| Recensione | Giudizio |
| ---------- | -------- |
| AllMusic   |          |

Encores è un album discografico del pianista e caporchestra jazz statunitense Stan Kenton, pubblicato dalla casa discografica Capitol Records nel 1950.
È il primo disco della discografia di Stan Kenton pubblicato in formato da 10",   nel 1949 la stessa Capitol lo pubblica come in tre dischi in formato 78 giri (CC 113) con per un totale di sei brani, nell'edizione presente vengono aggiunti due brani. Nel 1955 l'album fu ripubblicato nel formato da 12"  (T-155) con l'aggiunta di altri 3 brani per un totale di undici.

## Tracce

### LP (H-155)
Lato A
1. Peg o' My Heart – 3:36 (testo: Alfred Bryan – musica: Fred Fisher) – Registrato il 7 giugno 1946 al Radio Recorders di Hollywood, California
2. He's Funny That Way – 3:14 (testo: Richard A. Whiting – musica: Neil Moret) – Registrato il 7 giugno 1946 al Radio Recorders di Hollywood, California
3. Capitol Punishment – 4:32 (musica: Stan Kenton, Pete Rugolo) – Registrato il 27 febbraio 1947 al Radio Recorders di Hollywood, California
4. Painted Rhythm – 2:55 (musica: Stan Kenton) – Registrato il 30 ottobre 1945 al Radio Recorders di Hollywood, California

Lato B
1. Lover – 2:44 (testo: Lorenz Hart – musica: Richard Rodgers) – Registrato il 31 marzo 1947 al Radio Recorders di Hollywood, California
2. Somnambulism – 3:09 (musica: Ken Hanna) – Registrato il 22 dicembre 1947 al RKO-Pathé Studios di New York
3. Abstraction – 3:08 (musica: Stan Kenton, Pete Rugolo) – Registrato il 25 settembre 1947 al Radio Recorders di Hollywood, California
4. Chorale for Brass, Piano and Bongo – 3:05 (musica: Stan Kenton, Pete Rugolo) – Registrato il 24 settembre 1947 al Radio Recorders di Hollywood, California

## Tracce

### LP (T-155)
Lato A
1. Peg o' My Heart – 3:36 (testo: Alfred Bryan – musica: Fred Fisher)
2. He's Funny That Way – 3:14 (testo: Richard A. Whiting – musica: Neil Moret)
3. Capitol Punishment – 4:32 (musica: Stan Kenton, Pete Rugolo)
4. Painted Rhythm – 2:55 (musica: Stan Kenton)
5. Journey to Brazil – 3:01 (musica: Pete Rugolo, Stan Kenton) – Registrato il 21 dicembre 1947 al RKO-Pathé Studios, New York

Lato B
1. Lover – 2:44 (testo: Lorenz Hart – musica: Richard Rodgers)
2. Somnambulism – 3:09 (musica: Ken Hanna)
3. Abstraction – 3:08 (musica: Stan Kenton, Pete Rugolo)
4. Chorale for Brass, Piano and Bongo – 3:05 (musica: Stan Kenton, Pete Rugolo)
5. Please Be Kind – 2:59 (testo: Sammy Cahn – musica: Saul Chaplin) – Registrato il 1º aprile 1947 al Radio Recorders di Hollywood, California
6. Ecuador – 2:42 (musica: Gene Roland) – Registrato il 18 luglio 1946 al Radio Recorders di Hollywood, California

## Musicisti
Peg o' My Heart / He's Funny That Way
- Stan Kenton (conduttore orchestra),
- Pete Rugolo (piano, arrangiamenti) , June Christy (voce)
- Buddy Childers, Chico Alvarez, John Anderson,  Ken Hanna, Ray Wetzel (tromba)
- Kai Winding Miff Sines Milt Kabak (trombone), Bart Varsalona – trombone basso
- Al Anthony, Boots Mussulli (sassofono alto), Vido Musso, Bob Cooper (sassofono tenore). Bob Gioga (sassofono baritono)
- Bob Ahern (chitarra), Eddie Safranski (contrabbasso), Shelly Manne (batteria

Capitol Punishment
- Stan Kenton – piano, conduttore orchestra
- Pete Rugolo – arrangiamenti
- Buddy Childers – tromba
- Ray Wetzel – tromba
- Chico Alvarez – tromba
- John Anderson – tromba
- Ken Hanna – tromba
- Kai Winding – trombone
- Skip Layton – trombone
- Milt Bernhart – trombone
- Harry Forbes – trombone
- Bart Varsalona – trombone basso
- Eddie Meyers – sassofono alto
- Boots Mussulli – sassofono alto
- Vido Musso – sassofono tenore
- Bob Cooper – sassofono tenore
- Bob Gioga – sassofono baritono
- Bob Ahern – chitarra
- Eddie Safranski – contrabbasso
- Shelly Manne – batteria

Painted Rhythm
- Stan Kenton – piano, conduttore orchestra, arrangiamenti
- Buddy Childers – tromba
- Ray Wetzel – tromba
- John Anderson – tromba
- Russ Burgher – tromba
- Bob Lymperis – tromba
- Freddie Zito – trombone
- Jimmy Simms – trombone
- Milt Kabak – trombone
- Bart Varsalona – trombone basso
- Al Anthony – sassofono alto, clarinetto
- Boots Mussulli – sassofono alto, clarinetto
- Vido Musso – sassofono tenore, clarinetto
- Bob Cooper – sassofono tenore, clarinetto
- Bob Gioga – sassofono baritono, clarinetto
- Bob Ahern – chitarra
- Eddie Safranski – contrabbasso
- Ralph Collier – batteria[2]

Lover
- Stan Kenton – piano, conduttore orchestra
- Pete Rugolo – arrangiamenti
- Buddy Childers – tromba
- Ray Wetzel – tromba
- Chico Alvarez – tromba
- John Anderson – tromba
- Ken Hanna – tromba
- Kai Winding – trombone
- Skip Layton – trombone
- Milt Bernhart – trombone
- Harry Forbes – trombone
- Bart Varsalona – trombone basso
- Eddie Meyers – sassofono alto
- Boots Mussulli – sassofono alto
- Vido Musso – sassofono tenore
- Bob Cooper – sassofono tenore
- Bob Gioga – sassofono baritono
- Bob Ahern – chitarra
- Eddie Safranski – contrabbasso
- Shelly Manne – batteria

Somnambulism
- Stan Kenton – piano, conduttore orchestra
- Buddy Childers – tromba
- Ray Wetzel – tromba
- Al Porcino – tromba
- Chico Alvarez – tromba
- Ken Hanna – tromba, arrangiamenti
- Milt Bernhart – trombone
- Eddie Bert – trombone
- Harry Betts – trombone
- Harry Forbes – trombone
- Bart Varsalona – trombone basso
- George Weidler – sassofono alto
- Art Pepper – sassofono alto
- Bob Cooper – sassofono tenore
- Warner Weidler – sassofono tenore
- Bob Gioga – sassofono baritono
- Laurindo Almeida – chitarra
- Eddie Safranski – contrabbasso
- Shelly Manne – batteria
- Jack Costanzo – bongos

Abstraction / Chorale for Brass, Piano and Bongo
- Stan Kenton – piano, conduttore orchestra
- Pete Rugolo – arrangiamenti
- Buddy Childers – tromba
- Ray Wetzel – tromba
- Al Porcino – tromba
- Chico Alvarez – tromba
- Ken Hanna – tromba
- Milt Bernhart – trombone
- Eddie Bert – trombone
- Harry Betts – trombone
- Harry Forbes – trombone
- Bart Varsalona – trombone basso
- George Weidler – sassofono alto
- Frank Pappalardo – sassofono alto
- Bob Cooper – sassofono tenore
- Warner Weidler – sassofono tenore
- Bob Gioga – sassofono baritono
- Laurindo Almeida – chitarra
- Eddie Safranski – contrabbasso
- Shelly Manne – batteria
- Jack Costanzo – bongos

Journey to Brazil
- Stan Kenton – piano, conduttore orchestra
- Pete Rugolo – arrangiamenti
- Buddy Childers – tromba
- Ray Wetzel – tromba
- Al Porcino – tromba
- Chico Alvarez – tromba
- Ken Hanna – tromba
- Milt Bernhart – trombone
- Eddie Bert – trombone
- Harry Betts – trombone
- Harry Forbes – trombone
- Bart Varsalona – trombone basso
- George Weidler – sassofono alto
- Art Pepper – sassofono alto
- Bob Cooper – sassofono tenore
- Warner Weidler – sassofono tenore
- Bob Gioga – sassofono baritono
- Laurindo Almeida – chitarra
- Eddie Safranski – contrabbasso
- Shelly Manne – batteria
- Jack Costanzo – bongos
- Frank “Machito” Grillo – maracas

Please Be Kind
- Stan Kenton – piano, conduttore orchestra
- June Christy – voce
- Pete Rugolo – arrangiamenti
- Buddy Childers – tromba
- Ray Wetzel – tromba
- Chico Alvarez – tromba
- John Anderson – tromba
- Ken Hanna – tromba
- Kai Winding – trombone
- Skip Layton – trombone
- Milt Bernhart – trombone
- Harry Forbes – trombone
- Bart Varsalona – trombone basso
- Eddie Meyers – sassofono alto
- Boots Mussulli – sassofono alto
- Vido Musso – sassofono tenore
- Bob Cooper – sassofono tenore
- Bob Gioga – sassofono baritono
- Bob Ahern – chitarra
- Eddie Safranski – contrabbasso
- Shelly Manne – batteria[3]

Ecuador
- Stan Kenton – piano, conduttore orchestra
- Gene Roland – arrangiamenti
- Buddy Childers – tromba
- Ray Wetzel – tromba
- Chico Alvarez – tromba
- John Anderson – tromba
- Ken Hanna – tromba
- Kai Winding – trombone
- Miff Sines – trombone
- Milt Kabak – trombone
- Bart Varsalona – trombone basso
- Al Anthony – sassofono alto
- Boots Mussulli – sassofono alto
- Vido Musso – sassofono tenore
- Bob Cooper – sassofono tenore
- Bob Gioga – sassofono baritono
- Bob Ahern – chitarra
- Eddie Safranski – contrabbasso
- Shelly Manne – batteria[4]